# Pseudaurila
Pseudaurila is een geslacht van uitgestorven kreeftachtigen uit de klasse van de Ostracoda (mosselkreeftjes).

## Soort
- Pseudaurila loxoconchia Hu, 1981 †